# Мавсар, Ладо
Ладо Францевич Мавсар (словен. Lado Franca Mavsar, серб. Ладо Франце Мавсар; 23 июня 1923, Нотранье-Горице — 21 февраля 1944, Радославник) — югославский словенский партизан времён Второй мировой войны, Народный герой Югославии.

## Биография
Родился в 1923 году в Нотранье-Горице близ Любляны в семье рабочих. Окончил в родной деревне среднюю школу. В августе 1941 года вступил в Освободительный фронт Словении, позднее принят в Союз коммунистической молодёжи Югославии. В начале декабря 1941 года вступил в партизанское движение в состав Боровницкой партизанской роты.
В июле 1942 года Ладо возглавил 1-ю роту 2-го батальона Кримского отряда, в августе принят в Компартию Югославии. В мае 1943 года назначен командиром 4-го батальона 2-й словенской ударной бригады имени Любомира Шерцера, произведён в звание капитана. Занимал некоторое время должность заместителя командира бригады.
В январе 1944 года бригада вместе с Мавсаром попала в немецкое кольцо. 21 февраля 1944 немцы организовали артиллерийский и миномётный обстрел позиций. Ладо Мавсар погиб ночью от разрыва миномётного снаряда.
Указом Иосипа Броза Тито от 27 ноября 1953 посмертно награждён Орденом и званием Народного героя Югославии.